# Miniato di Firenze
San Miniato (... – Firenze, 250 circa) è venerato come santo dalla Chiesa cattolica e considerato il primo martire (protomartire) della città di Firenze.

## Agiografia
Secondo la tradizione era un soldato romano oppure, secondo altre leggende, un re di origine armena di passaggio a Firenze nel 250 circa, durante la persecuzione cristiana di Decio. Rifiutatosi di venerare gli dei pagani venne condannato alla tortura nell'anfiteatro della città. 
Gli agiografi medievali riportano tutta una serie di miracoli avvenuti durante il supplizio, come l'invulnerabilità nonostante l'introduzione in un forno arroventato, la liberazione dai ceppi che lo stiravano sul cavalletto e l'ammansimento (o la morte) del leone che lo doveva sbranare grazie al segno della croce. Alla fine fu decapitato (presso porta alla Croce, che prende il nome proprio da un'antica croce posta sul luogo del martirio, oppure nel Foro, presso l'antica chiesa di San Miniato tra le torri) e la leggenda vuole che il santo dopo aver raccolto in mano la propria testa (uno dei pochi cefalofori, come san Dionigi) si fosse recato sul mons Florentinus dove oggi sorge la basilica di San Miniato al Monte, edificata su di un precedente oratorio attorno all'anno Mille. Il fatto della scelta del luogo da parte del santo dove essere venerato fa parte di leggende comunque tutte posteriori alla costruzione della basilica. 
Un'altra versione, meno sensazionale e con qualche riscontro storico, lo identifica invece come un fiorentino di umili origini, ucciso nei pressi di un'ansa dell'Arno chiamata il gorgo, dove esistette a lungo un piccolo luogo di venerazione chiamato la Croce al Gorgo. Il nome di San Miniato sarebbe poi spuntato fuori quando ormai si era persa ogni nozione del Santo al quale appartenessero le reliquie conservate nell'oratorio collinare, forse un pellegrino di lontani paesi, probabilmente egiziano, un tempo sicuramente noto, ma ormai sconosciuto nell'anno Mille. La figura del santo quindi prese forma a poco a poco con dettagli sempre più precisi e curiosi nati dalla devozione popolare, in un certo senso in parallelo con l'arricchimento della basilica a lui dedicata sul monte di Firenze.
Un'ultima ipotesi vorrebbe che San Miniato fiorentino sia una figura nata sulla base di un più antico culto dedicato a San Menna, martire egiziano le cui reliquie erano venerate a San Miniato al Monte già nel 786, a quanto risulta da un diploma di Carlo Magno che parla di «basilica martiris Christi Miniatis, sita Florentie, ubi eius venerabile corpus requiescit».

## Culto
Nell'iconografia tradizionale è contrassegnato da una palma (nel mosaico della facciata della basilica di San Miniato ha la corona di re) e la sua festa è il 25 ottobre.